# 筒井孝
筒井 孝（つつい たかし、1969年1月25日 - ）は、千葉県松戸市出身の元プロ野球選手（外野手）。右投右打。2006年よりフリーのプロゴルファーとして活躍している。

## 来歴・人物
松戸馬橋高から、1986年のプロ野球ドラフト会議で日本ハムファイターズから2位指名を受け入団。
一軍出場のないまま、1991年で現役を引退。入団当時から飛ばすことにかけてはチームでも指折りだったが、二軍通算打率.208と確実性に欠けた。

## 詳細情報

### 年度別打撃成績
- 一軍公式戦出場なし

### 背番号
- 32 （1987年 - 1990年）
- 55 （1991年）